# Amfora (editură)
Amfora este o editură din Sankt Petersburg, care a fost fondată în 1998.
Directorul editurii, Oleg Viktorovici Sedov, a fost laureat al premiului „Ivanușka” pentru merite deosebite în afacerile cu cărți în anii 2001, 2002 și 2004.
Amfora a fost editura care a publicat pentru prima dată în limba rusă operele complete ale lui J. L. Borges în patru volume, operele complete ale lui Julio Cortázar în 10 volume și romanul fluviu În căutarea timpului pierdut al lui Marcel Proust; printre autorii editați permanent de editură s-au numărat Haruki Murakami, Pavel Krusanov, Orhan Pamuk, Max Frye, Ilia Stogov, Nick Hornby, Ryu Murakami, Dougie Brimson. Amfora a publicat peste 1.000 de titluri de cărți cu un tiraj total de peste 6.000.000 de exemplare.
În 1999 a fost lansată colecția „Jorge Luis Borges” care a obținut premiul pentru cea mai bună colecție de cărți din Rusia.
La sfârșitul anului 2000, editura Amfora a fost considerată de ziarele „Knijnoe obozrenie” și „Ex-libris NG” drept cea mai buna editură din Rusia. În februarie 2002 editura a fost distinsă cu premiul „Diadiușka Biblio-Globus” la categoria „editarea literaturii de cea mai înaltă calitate intelectuală din secolul al XX-lea”. În mai 2002 a obținut premiul Aleksandr Beliaev pentru renașterea colecției de cărți „Evrika!”
Editura publică în mod regulat cărți ale laureaților Premiului Nobel pentru Literatură. De multe ori, Amfora anticipează acordarea premiilor Nobel, cumpărând drepturile de publicare ale autorilor cu șanse mari înainte ca aceștia să obțină premiul Nobel. Criticul literar Lev Danilkin i-a enumerat pe autorii publicați de editura Amfora înainte ca aceștia să fie distinși cu premiul Nobel: Mo Yan, Herta Müller, Jean-Marie Le Clézio, Doris Lessing, Orhan Pamuk, Harold Pinter, Elfriede Jelinek, J.M. Coetzee. În opinia sa, este imposibilă explicarea acestei opțiuni ca o simplă coincidență: "Nu, cu Amfora este o poveste diferită — ei nu ghicesc, ci știu”. În fapt editura numește aceasta o „stranie coincidență”.
În 2016 editura a fost dată în judecată, cerându-se declanșarea procedurii de insolvență.. Editura și-a sistat activitatea și a anunțat falimentul în 2016.